# LGVペルピニャン-フィゲラス線

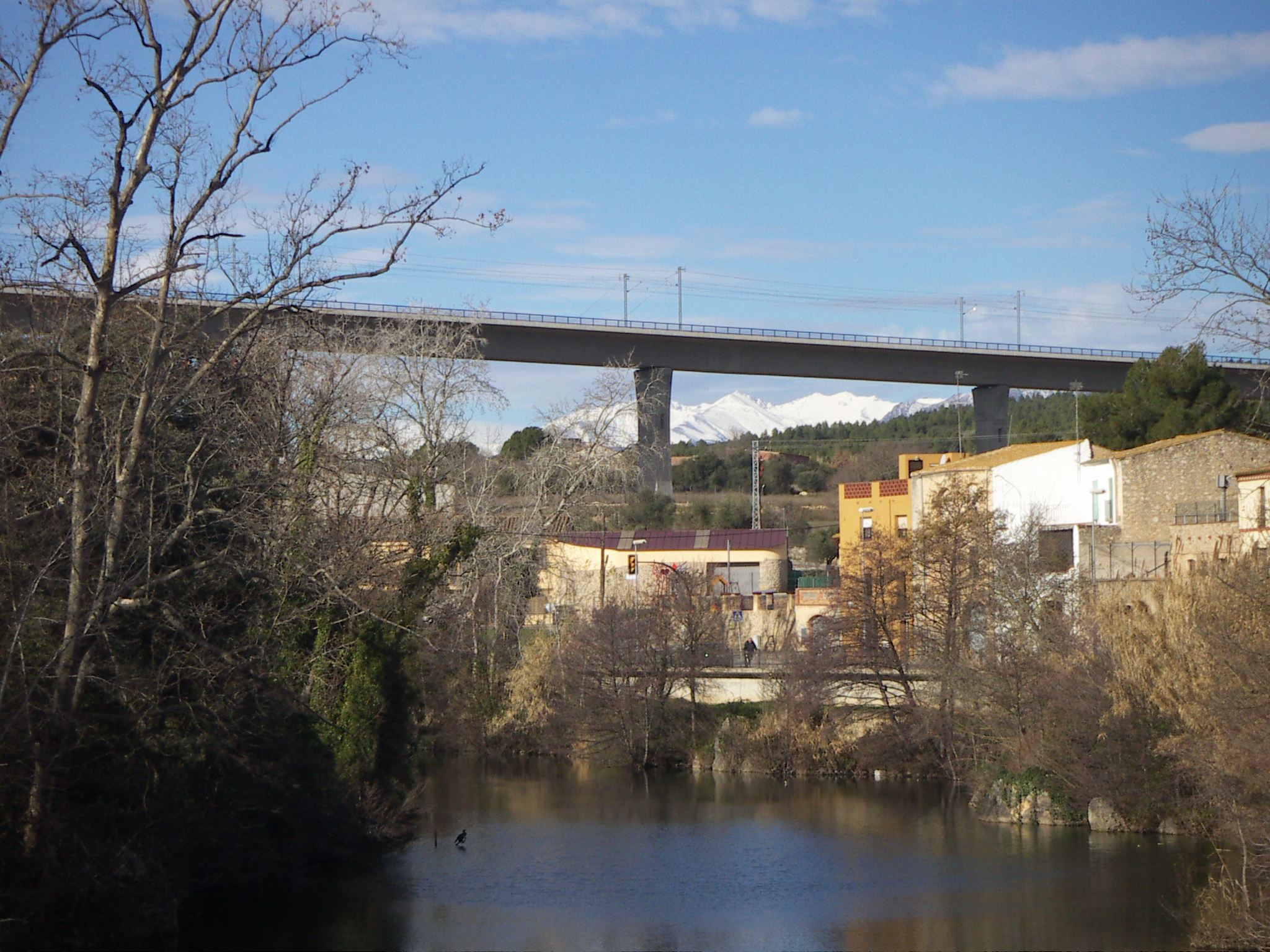
ポント・ダ・モリン村のムガ川に架かる高架橋

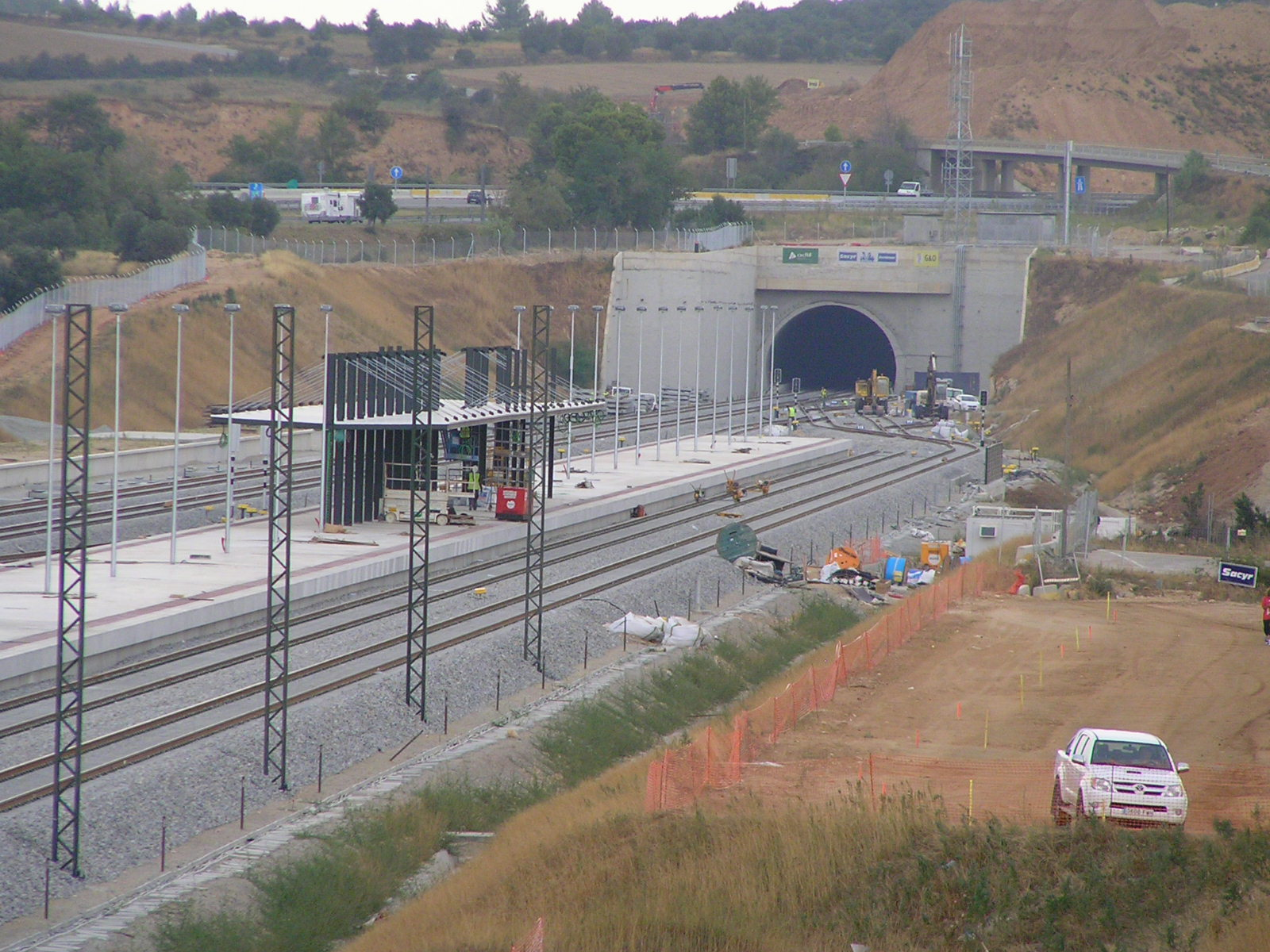
建設中のフィゲラス＝ビラファント駅

LGVペルピニャン-フィゲラス線（仏: LGV Perpignan-Figueres 西: LAV Perpiñán-Figueras カタルーニャ語: LAV Perpinyà-Figueres）はフランスとスペインを結ぶ高速鉄道路線である。当路線は国境を挟みフランス、オクシタニー地域圏ピレネー＝オリアンタル県のペルピニャンとスペイン、カタルーニャ州ジローナ県のフィゲラス間44.4kmを結ぶ路線でペルトゥス峠に位置する全長8.3kmのペルトゥストンネル内で国境を越える。2010年12月19日の冬期ダイヤよりパリよりペルピニャン経由でフィゲラスまでのTGVの運行が開始され、2013年12月15日からはパリ - バルセロナ(TGV)、マドリード - マルセイユ(AVE-TGV)などの運行が開始された。

## 歴史
マドリード-バルセロナ-フランス国境高速鉄道線の建設を計画するにあたり、新線をフランスの鉄道網に接続するためには、スペインとフランスの両国間の協定が必要であった。この目的のために、スペイン政府とフランス政府は1995年10月10日にマドリードで「スペイン - フランス間（地中海側）の高速鉄道の国際区間の建設と運営に関する協定」に署名し、フランスの終着駅ペルピニャンとスペインの始発駅フィゲラス-ビラファントの間に民間のコンセッション区間を設定した。
スペインとフランスの協定によると、国際区間の特徴は、高速、標準軌、複線、旅客と貨物の混合輸送となっていた。コンセッションを獲得した会社は、フランス、スペイン、EU諸国からの補助金と引き換えに、同線の建設と運営を行い、また、同線の交通量に応じて通行料を徴収する権利を得て、コンセッションを獲得した会社に最低でも長期的な交通量を確保することになった。最終的に会社に与えられたコンセッション期間は50年だったが、後に53年に延長された。
スペイン閣僚理事会は2001年2月23日にコンセッションの入札を承認したが、最終的に選ばれた企業の条件との不一致により、この最初のコンセッションは実現しなかった。入札に参加したのは6つのグループで、その中には、スペインのGIF（現Adif）とフランスのRFFという両国の公営企業で構成された「Ferromed」というグループも含まれていた。2回目の入札が行われ、2003年6月18日には、申請書の提出期限となった。4グループが入札したが、Ferromedグループと、フランスの建設会社エファージュと、スペインのインフラエンジニアリング会社ACSおよびそのグループ企業である建設会社のドラガドスからなる民間コンソーシアムTP Ferroの2つのコンソーシアムが選ばれ、最終的に、2003年12月26日、スペイン閣僚理事会はTP Ferroへのコンセッション授与を承認した。2004年11月15日に工事を開始し、2009年2月に完了した。
2007年に発表された数字によると、資金調達を含めた同線の総建設費は10億9670万ユーロに達している。このうち、5億8830万ユーロはフランス、スペイン、欧州連合の政府による公的補助金、4億ユーロは複数の銀行（BBVA、バネスト、カハ・マドリード、ING、ロイヤルバンク・オブ・スコットランド）との契約による融資、そして最後に、コンセッション事業者であるTP Ferroの株主が1億830万ユーロを拠出した。
スペインのバルセロナ-フィゲラス間131キロの区間は、当初2009年の開通を予定していたが、ジローナでの4キロのトンネル建設の遅れ（第1期は2010年9月に完成）や、バルセロナ・サンツ駅とサグレラ駅間のルートをめぐる論争などがあった。最終的には37億ユーロの費用をかけて2013年1月に完成し、2013年1月8日に全線が正式に開通した。

### 2009年2月から2010年12月までの状況
このインフラは、契約で定められた建設期限に従って、2009年2月17日にコンセッション事業者のTP Ferroから正式に引き渡された。北部ではペルピニャン駅に接続し、フランスの他のネットワークと連続していたが、南部では完成していないマドリード-バルセロナ-フランス国境高速鉄道線にのみ接続している。このため、2009年2月から2010年12月までの間、完成した路線を使用することができず、TP Ferroは1億3200万ユーロの補償を受けていた。

### 2010年12月から2013年1月までの状況
この4年間の遅れを取り戻すために、またTP Ferroに毎年支払わなければならない補償金を減らすために、Adifはジローナの南とフィゲラス-ビラファント駅の間に暫定区間を9400万ユーロをかけて建設し、2010年12月にサービスを開始した。この在来線は、新線が完成していない区間では、バルセロナ港まで標準軌で到達できるように三線軌条の線路が設けられており、貨物列車専用の接続となっていた。
旅客向けには、在来線（イベリアゲージ）との支線接続が行われた。2010年12月19日にTGV列車が運行を開始し、フィゲレス・ビラファント駅で在来線の列車に乗り換えとなった。

### 2013年1月以降の状況
2013年1月8日には、マドリード-バルセロナ-フランス国境高速鉄道線が全通し、全線が完全に連続するようになった。しかし、フランスとスペインのネットワークの信号システムの違いにより、旅客列車が両ネットワーク間を直接往来することができなかった。この時点では、フィゲラス-ビラファント駅は、スペインからのAVEと、フランスから高速鉄道ペルピニャン-フィゲラス線を経由して到着するTGVの乗り換え駅として利用されていた。

### 2013年11月以降の状況
2013年11月28日、RENFEとSNCFは2013年12月15日から長距離直通サービスを開始し、パリ〜バルセロナ、トゥールーズ〜バルセロナ、リヨン〜バルセロナ、マルセイユ〜マドリード間を毎日運行することを発表した。 2013年12月以降、TGVパリ-バルセロナ線の所要時間は6時間25分となっている。

### 運営体制の変更
フィゲラスとバルセロナを結ぶ延長路線の開通が遅れ、2013年にようやく開通したものの、経済危機や格安航空会社との競争により、週に34本の貨物列車と70本の旅客列車という、当初の予想に比べて低い交通量のため、この路線を採算の取れるものにすることは困難であった。交通量が少ないため、2014年以降、TP Ferroは契約を再交渉し、2015年3月19日に破産前の手続きを申請したが、2015年7月6日に株主から200万ユーロの特別拠出金を得て回避し、2016年3月までの会社の継続を保証した。
2015年7月17日、TP Ferroはジローナ商業裁判所に対し、破産申請に相当する「自主的な司法管理下への移行要請」を発表した。2015年9月1日、ジローナ商業裁判所は、TP Ferroが7月に自主的に要請した、銀行やスペイン・フランス政府との間での債務の借り換えができなかったため、破産手続きの宣言を受理した。2015年9月4日、TP Ferroはジローナ商業裁判所により、「関係者全員との迅速な合意を得る」ことを目的として管財人の下に置かれた 。2016年には、5億5,720万ユーロに上る負債のうち、3億9,150万ユーロを貸し手に支払うことができないことが明らかになった。その結果、2016年9月29日、ジローナ商業裁判所は、TP Ferroの清算段階の開始を宣言した。2016年10月21日には、Línea Figueras Perpignan S.A.という会社（SNCF RéseauとADIFの子会社）が設立された。2016年12月16日付の書簡で、フランスとスペインは、TP Ferro Concesionaria S.A.に対し、2016年12月20日午前0時をもって、コンセッション事業者の不履行によるコンセッション契約の終了を通知した。2016年12月21日には、ペルピニャンとフィゲラスを結ぶ国際区間の運用・保守が新会社Línea Figueras Perpignanに移管された。その後、本路線は継続して運行されており、フランスとスペインは2016年12月19日にパリで、この区間のTGVの運行・保守を4年間（さらに2年間延長可能）とする協定に署名した。
2017年、フランスとスペインがTP Ferroの親会社であるACSとエファージュを提訴した。一方、同年TP Ferroも7億ユーロの損害賠償を求めてフランス政府とスペイン政府をジュネーブ仲裁裁判所に訴えた。

## 路線概況
軌間は他のLGV路線と同様の標準軌で、電化方式は交流25kV 50Hzでフランスとスペイン両国の高速鉄道網を直結する役割を担っている。当路線は高速列車TGV、AVEと貨物列車の両方の混合走行が計画されたため、最大勾配は12‰である。スペインでは広軌（イベリアゲージ）が広く採用されていることから、当路線を介することによって旅客、貨物共に軌間変更の必要が無くなり速達化が図られる。西仏間では他にフランスの大西洋岸とスペインのバスク地方やウエスカ方面からの連絡も検討されている。

## フィゲラス＝ビラファント駅
当路線はフィゲラスの西側を経由し、新駅がフィゲラスの西隣の自治体ビラファントに設けられた 。フィゲラス市街地からは1.5km離れており、バス連絡となっている。

## 将来計画
ニーム-モンペリエ間のバイパスルートの入札は2010年5月に開始された。この路線は、スペインの高速ネットワークとLGV地中海線を結ぶ最初のステージであり、貨物列車と高速列車が混在して運行される予定とされた。 2012年6月に25年間の官民パートナーシップ契約が締結され、2017年12月に建設工事が完了し、2018年7月7日にモンペリエ・スード・ド・フランス駅への最初の旅客サービスが開始された。
150kmのLGVモンペリエ - ペルピニャンの工事は、2015年からの公開協議を経て、2020年までには開始されない見込みである。 しかし、暫定的な高速ルートと駅の位置は、2016年2月にフランス運輸省によって承認された。 モンペリエ - ベジエ区間の建設には10年、ベジエ - ペルピニャン区間の建設にはさらに10年が必要になると予測された。2021年4月末、LGVボルドー - トゥールーズに国費を投入することが発表されたことを受けて、ジャン・カステックス首相は「プロジェクトの加速」を擁護した。エマニュエル・マクロン大統領は、任期当初、高速鉄道路線の新設中止を要求していたが、大統領選挙を7カ月後に控え、180度の転換を図った。2021年9月22日にTGV開業40周年を迎え、大統領は「2020年の10年間をTGVの10年にする」ために、すべての主要プロジェクトを再始動させることを決めたことを発表した。65億ユーロが投資され、今後数年間でモンペリエ - ペルピニャン間を含む6つの新路線が建設される予定である。